# Dmytro Michhaj
Dmytro Valerijovytj Michhaj (ukrainska: Дмитро Валерійович Міхай), född 27 februari 1990, är en ukrainsk roddare.
Michhaj tävlade för Ukraina vid olympiska sommarspelen 2012 i London, där han tillsammans med Artem Morozov slutade på 11:e plats i dubbelsculler.
Vid olympiska sommarspelen 2016 i Rio de Janeiro slutade Michhaj på 6:e plats i scullerfyra. Övriga i roddarlaget var Artem Morozov, Oleksandr Nadtoka och Ivan Dovhodko.